# Viareggio
Viareggio is een stad in het westen van de Italiaanse regio Toscane, in de provincie Lucca. De stad telt 62.467 inwoners (01-01-2016).
De stad stad geniet internationale bekendheid als badplaats aan de Ligurische Zee. Dit deel van de kust draagt de naam Versilia. Behalve het toerisme zijn ook de industrie, de visserij en de bloemkwekerij belangrijk voor de lokale economie.
Ten zuiden van Viareggio strekt zich het grote natuurpark Parco di Migliarino, San Rossore, Massaciuccoli uit. Dit gebied omvat 23 kilometer kust, duinen, bossen en het meer Lago di Massaciuccoli.

## Geschiedenis
Viareggio is ontstaan uit een kasteel, dat in 1172 door de steden Lucca en Genua werd gebouwd als verdediging tegen de stad Pisa.
Op 29 juni 2009 vond in de stad een treinongeval plaats, waarbij 27 doden en 50 gewonden vielen. Een goederentrein geladen met lpg ontspoorde bij het station, waarbij een explosie plaatsvond in het centrum van de stad.

## Cultuur
Jaarlijks terugkerende evenementen in de stad zijn de praalwagenoptocht tijdens Carnaval en het Puccinifestival ter ere van de operacomponist Giacomo Puccini in juli en augustus, dat net ten zuiden van de stad wordt gehouden, in Torre del Lago Puccini.

## Geboren
- Nora Ricci (1924-1976), actrice
- Stefania Sandrelli (1946), actrice
- Marcello Lippi (11 april 1948), voetballer en trainer
- Silvia Gemignani (2 september 1972), triatlete

## Externe links

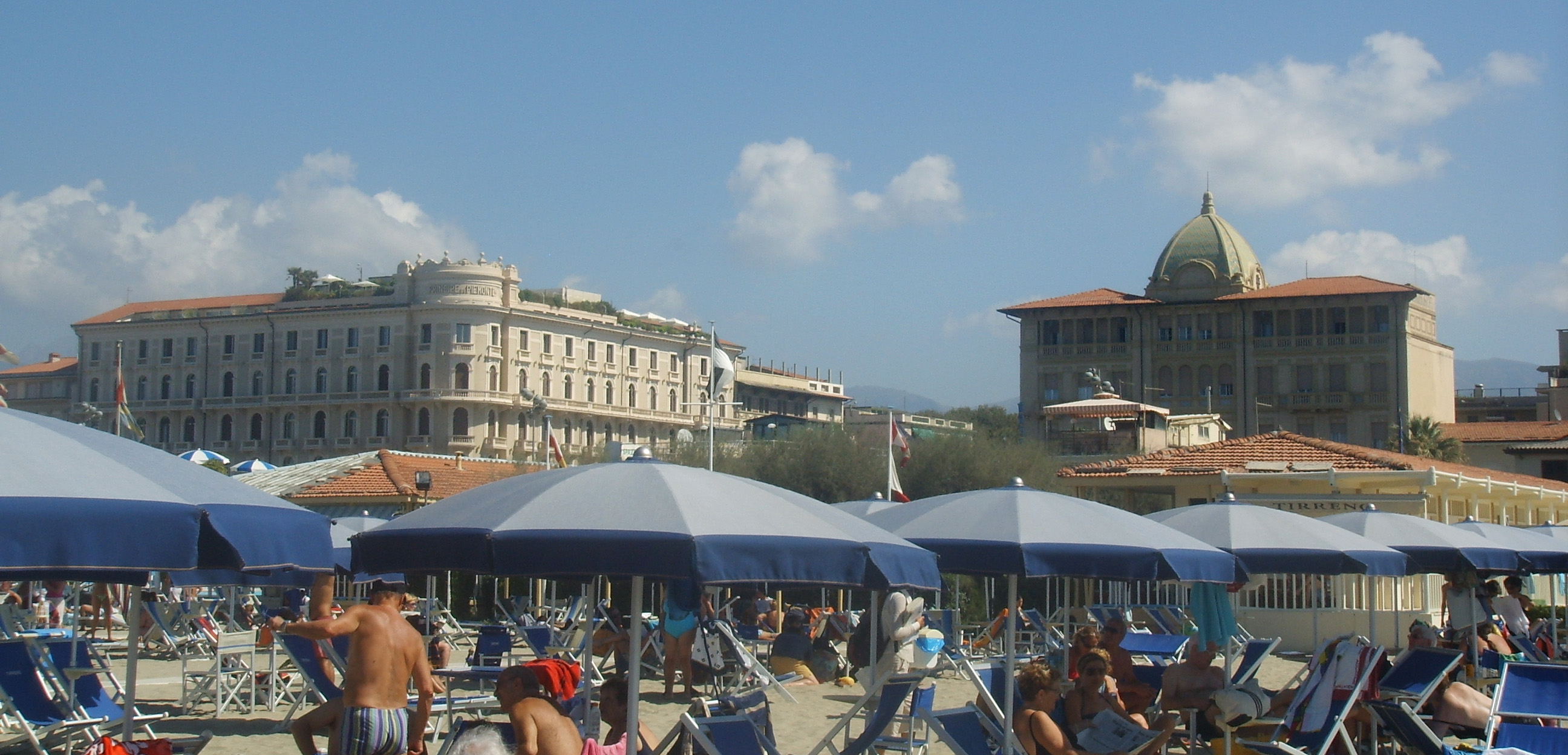
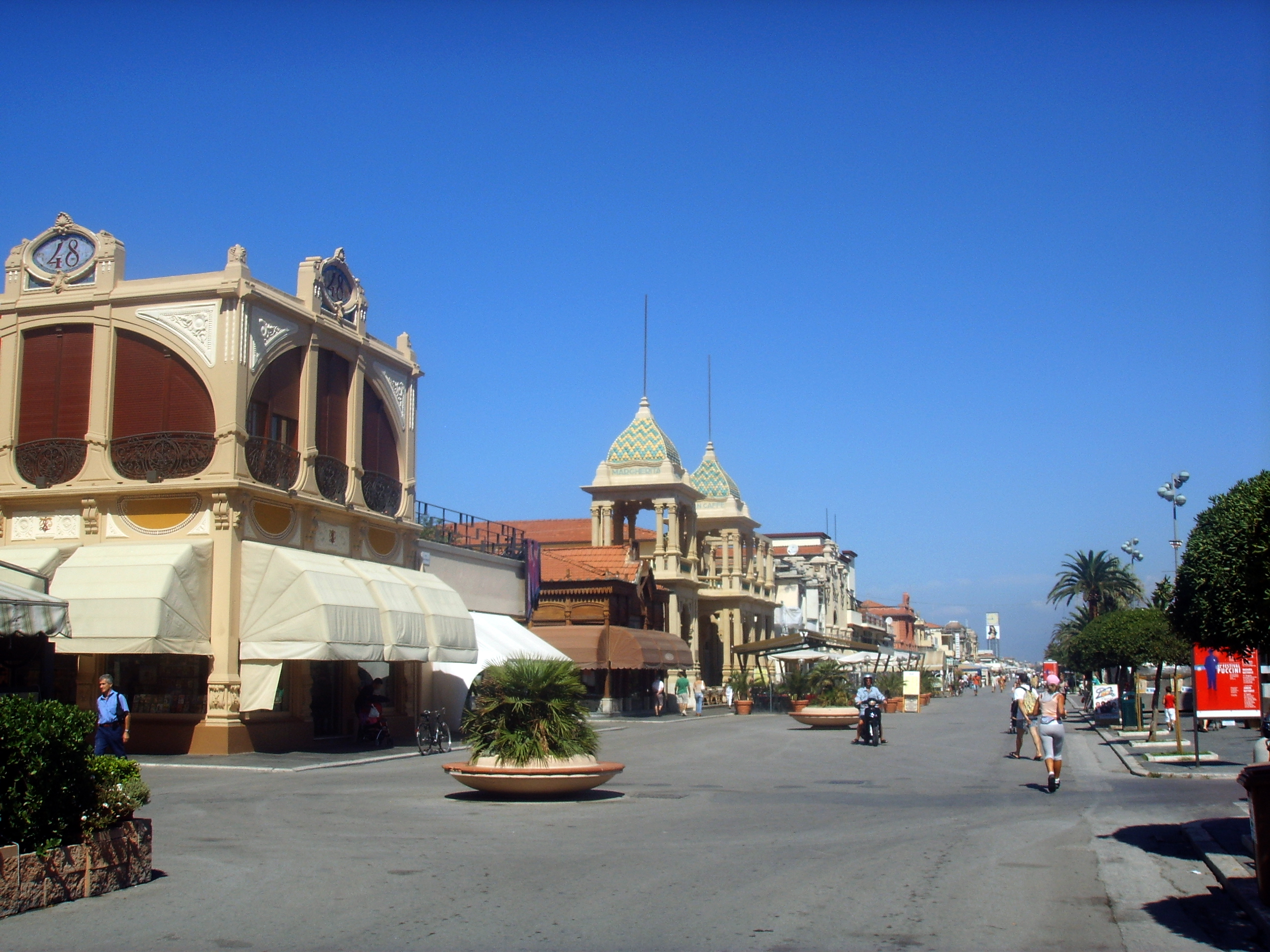
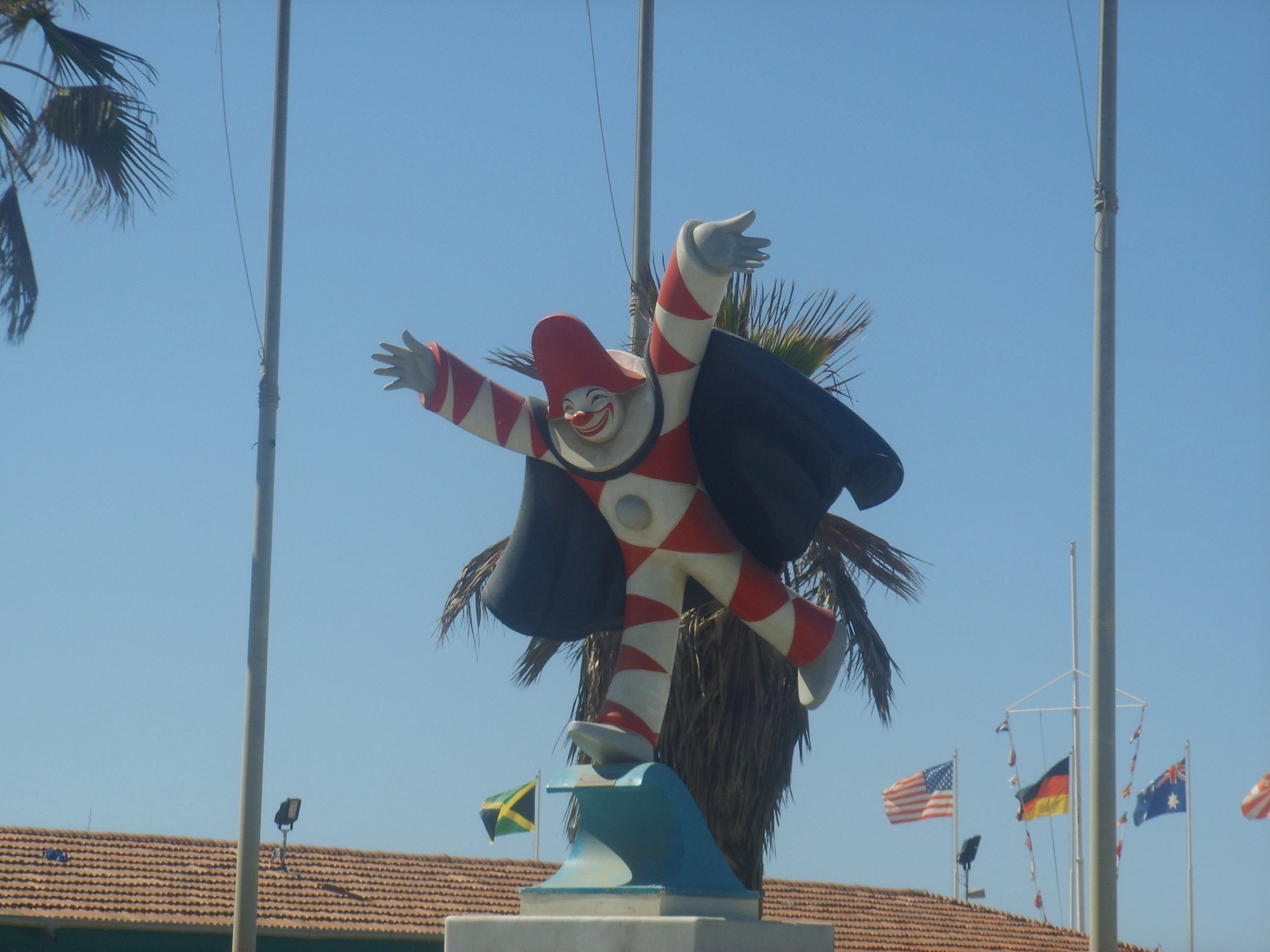
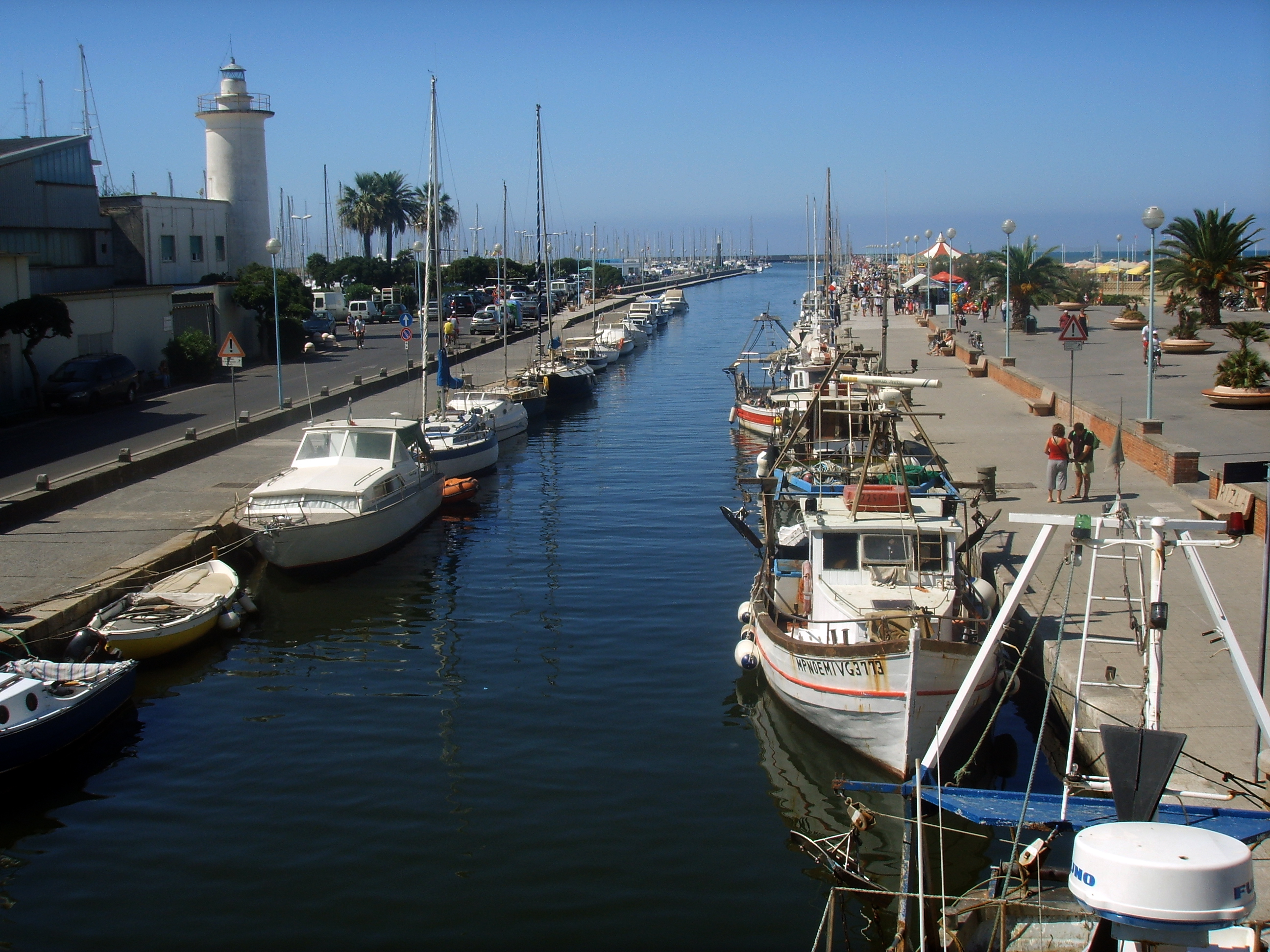
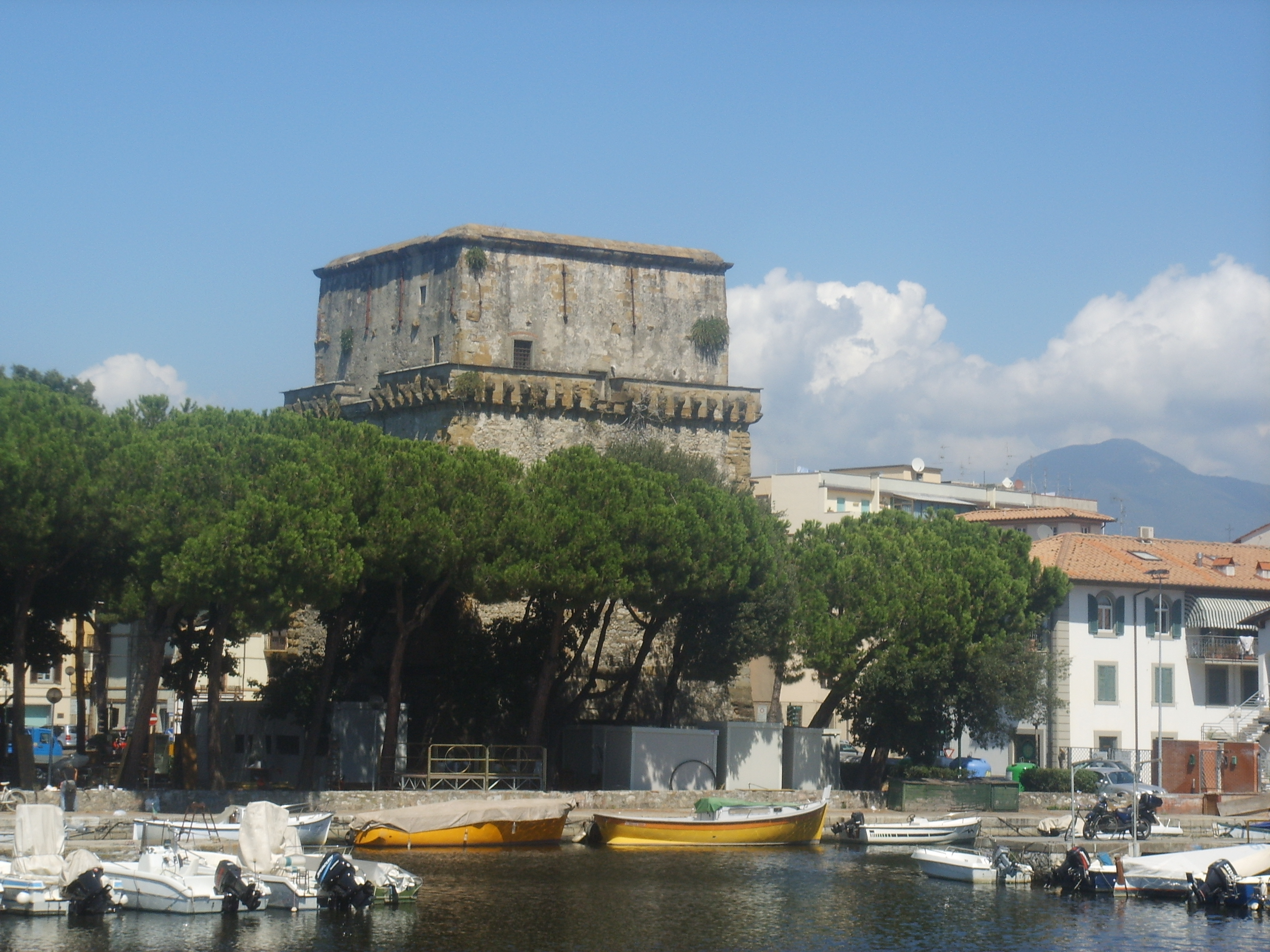
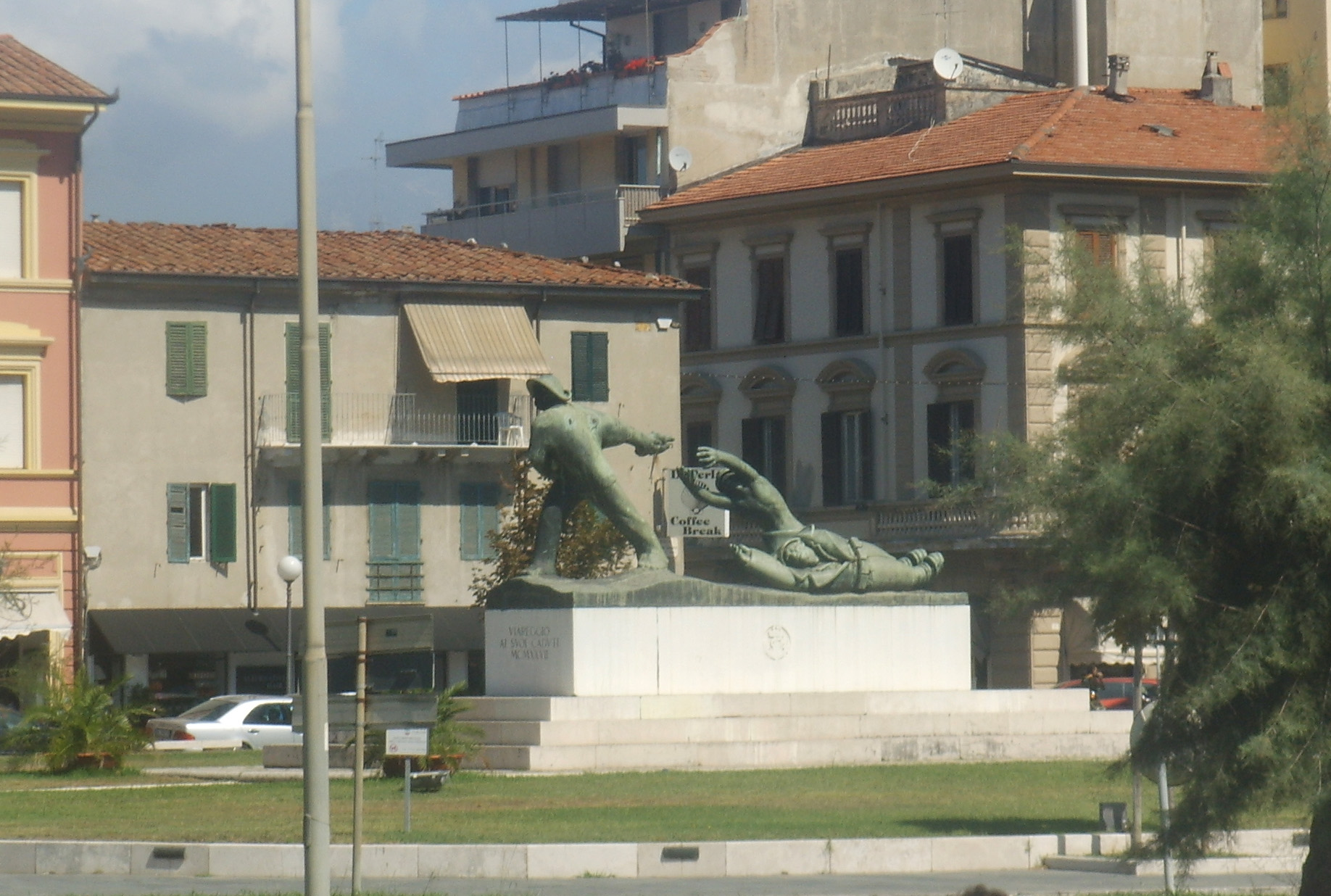
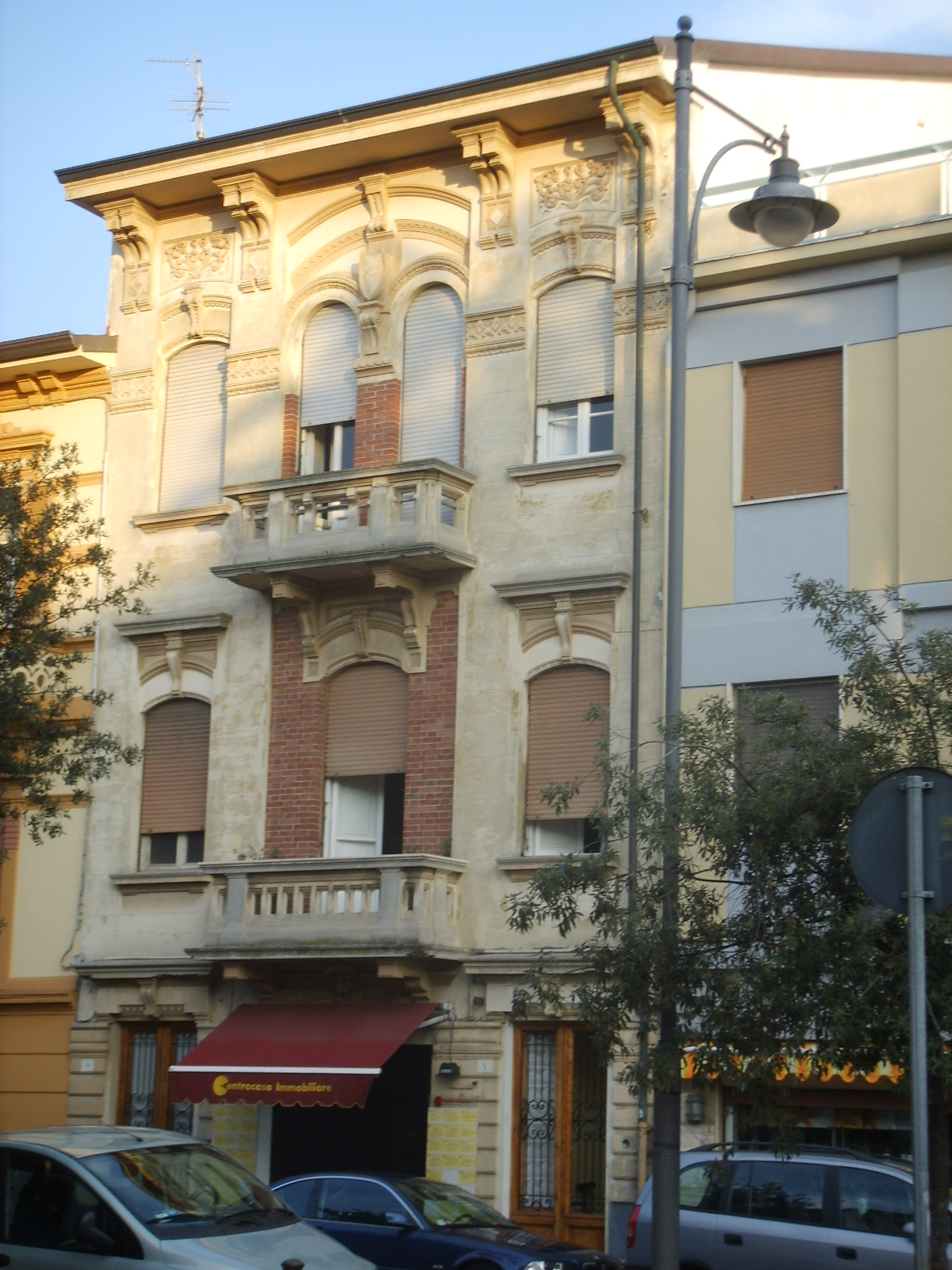
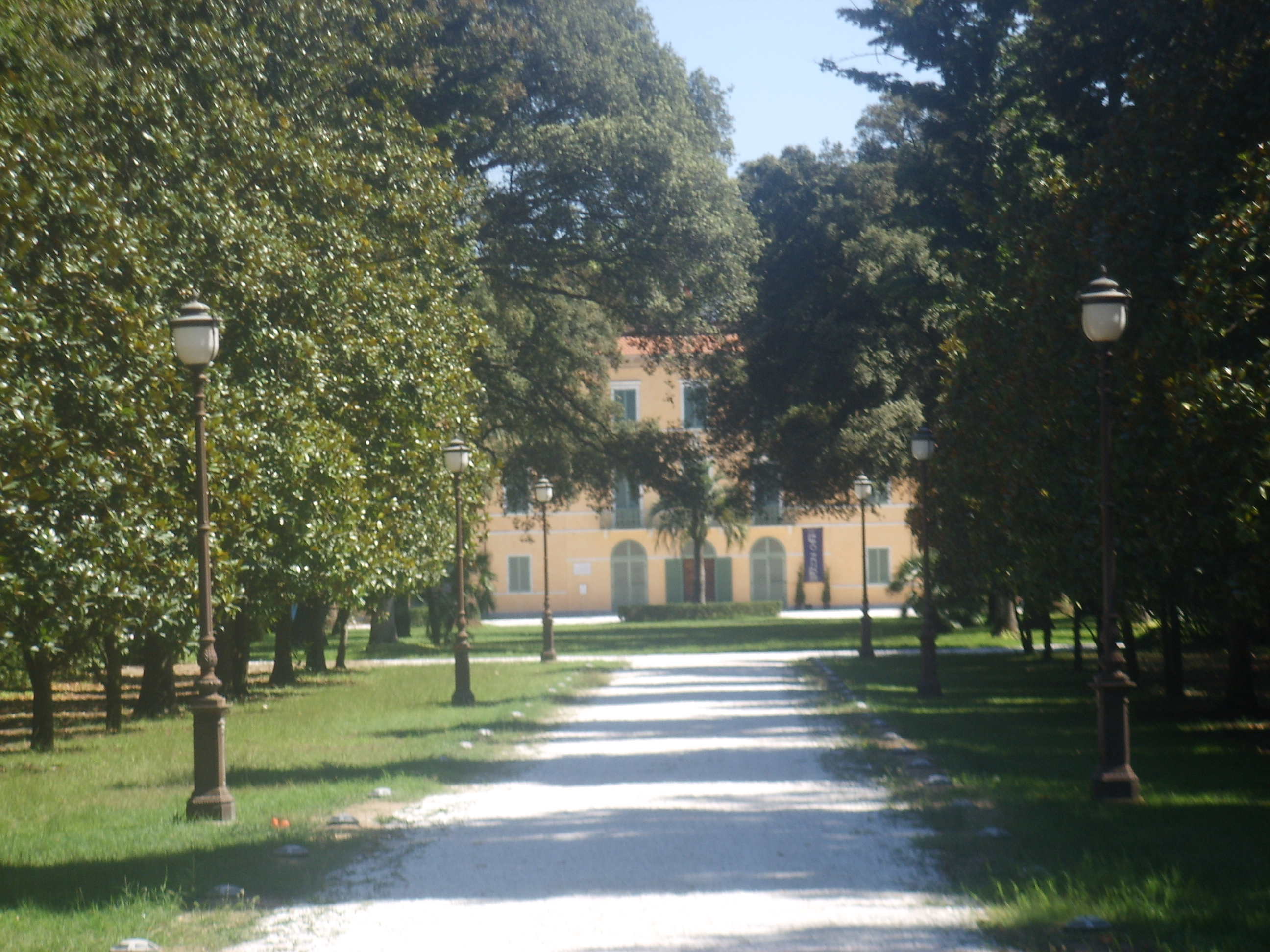
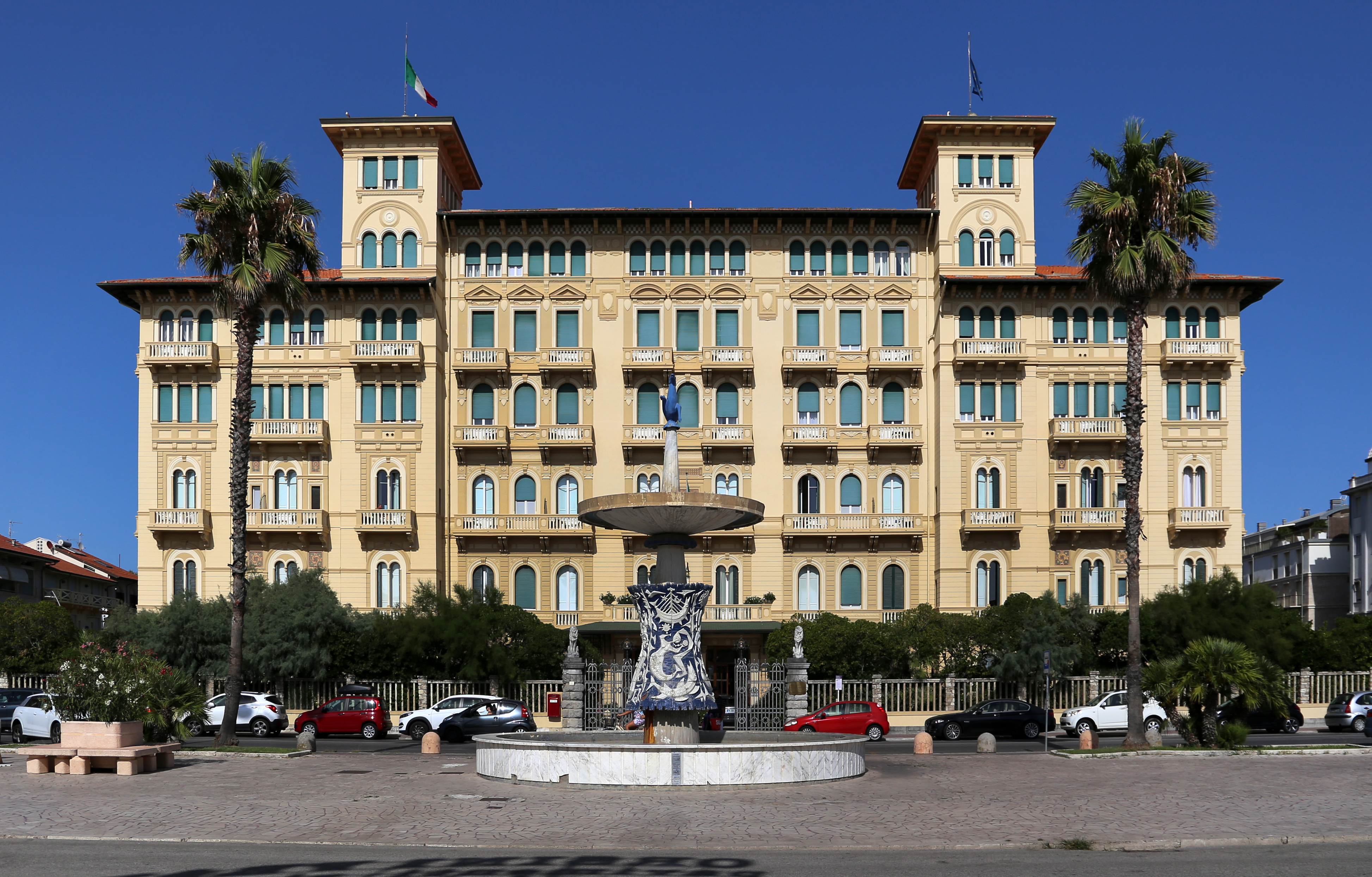
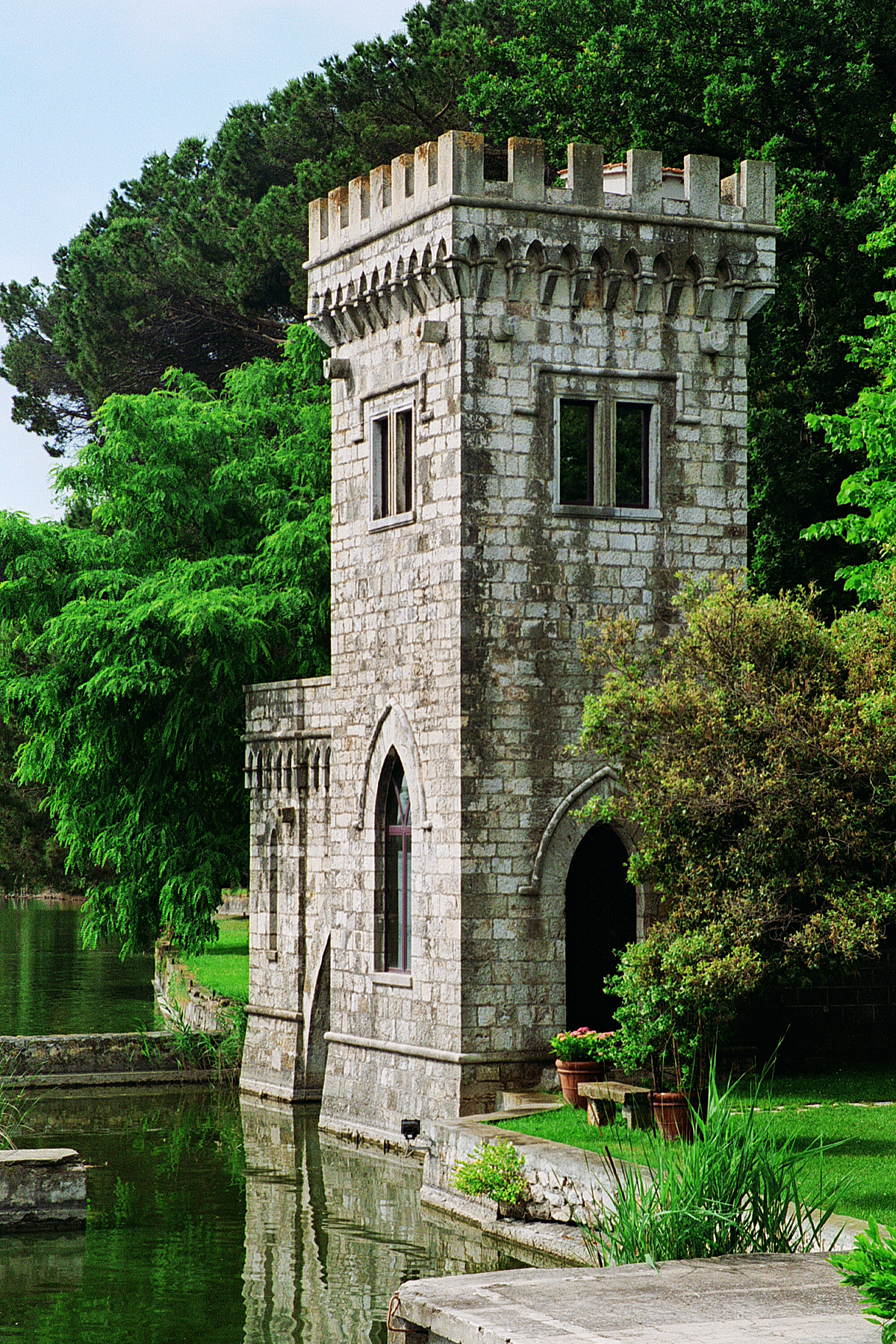
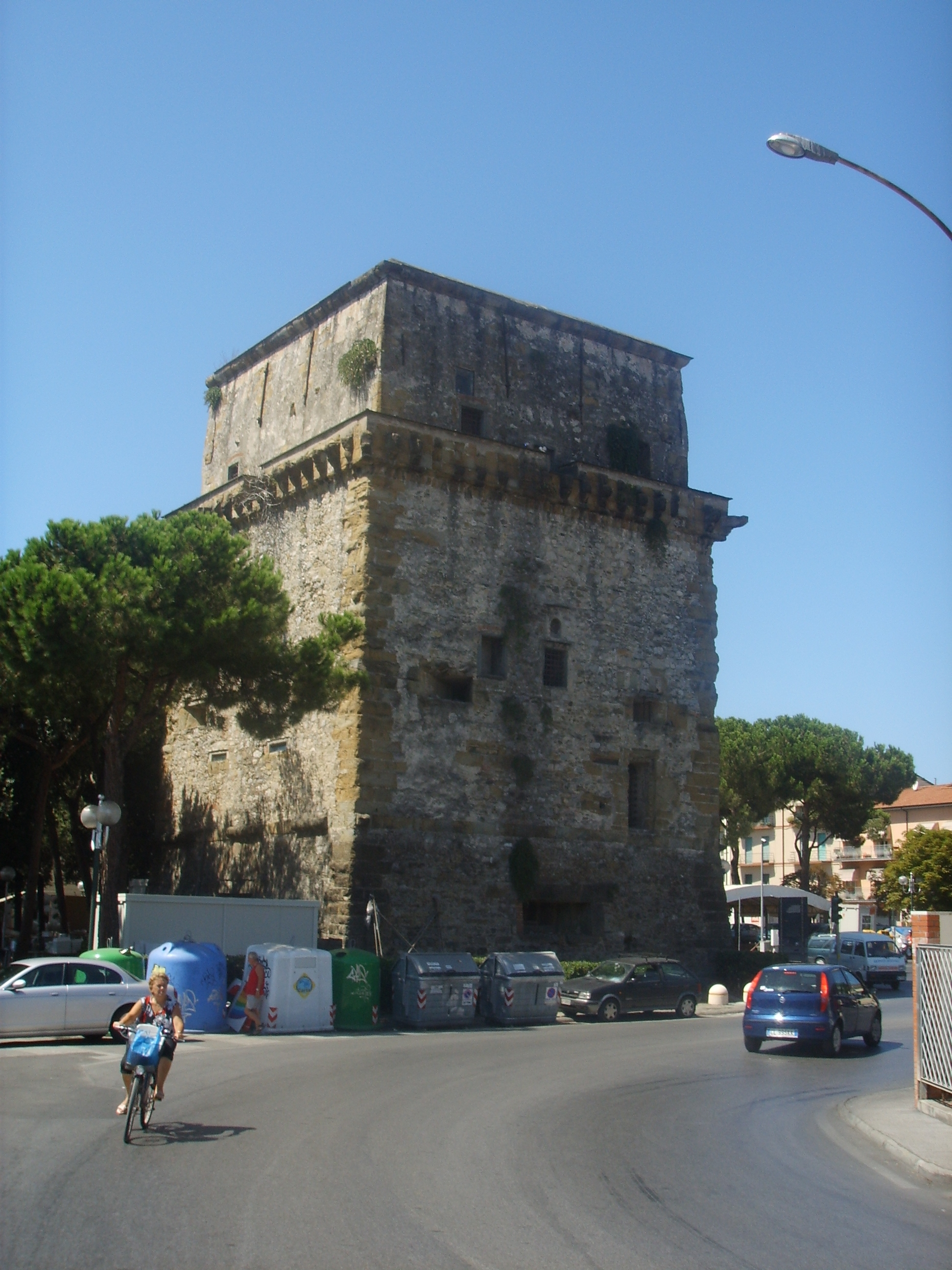
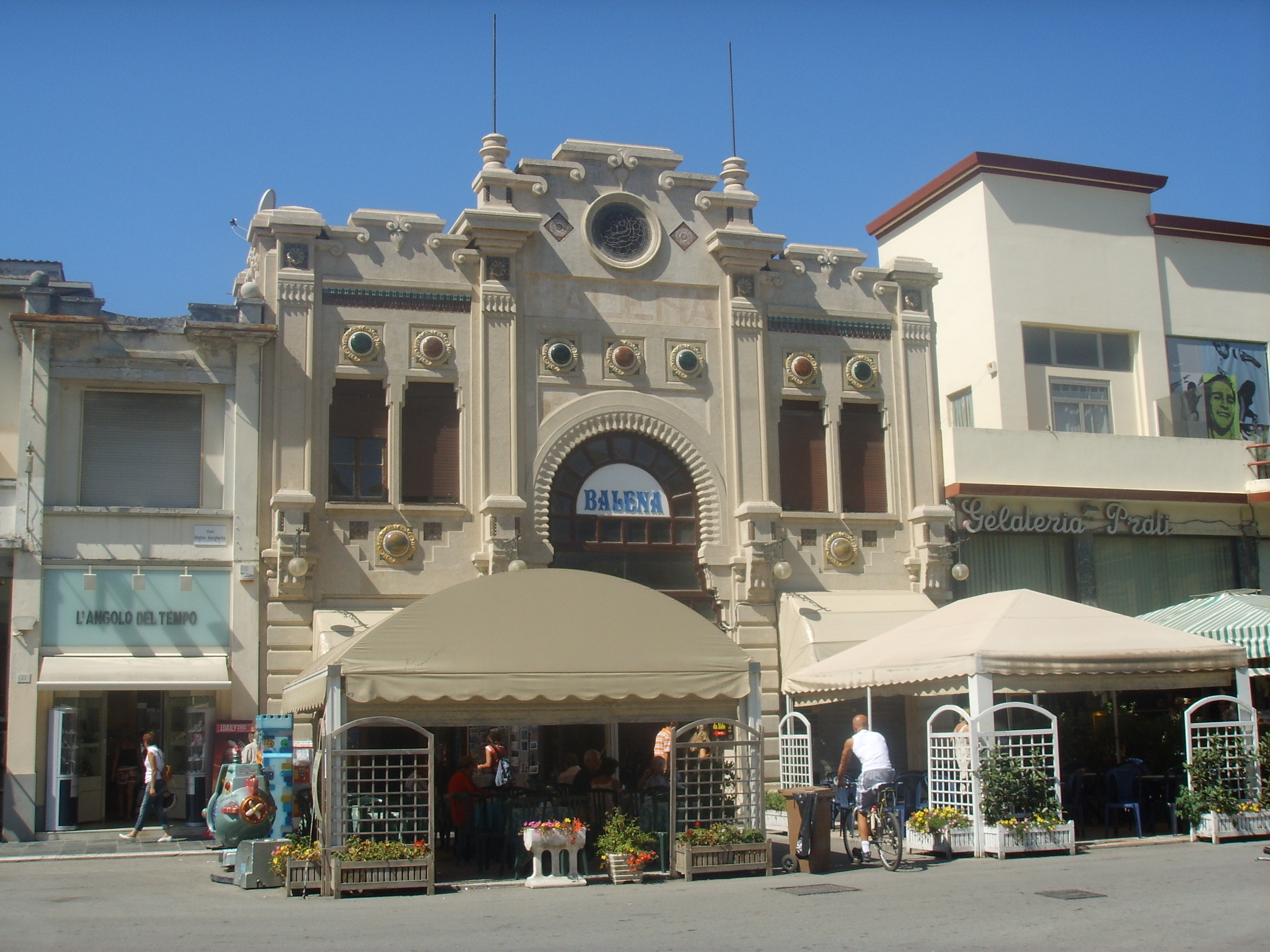
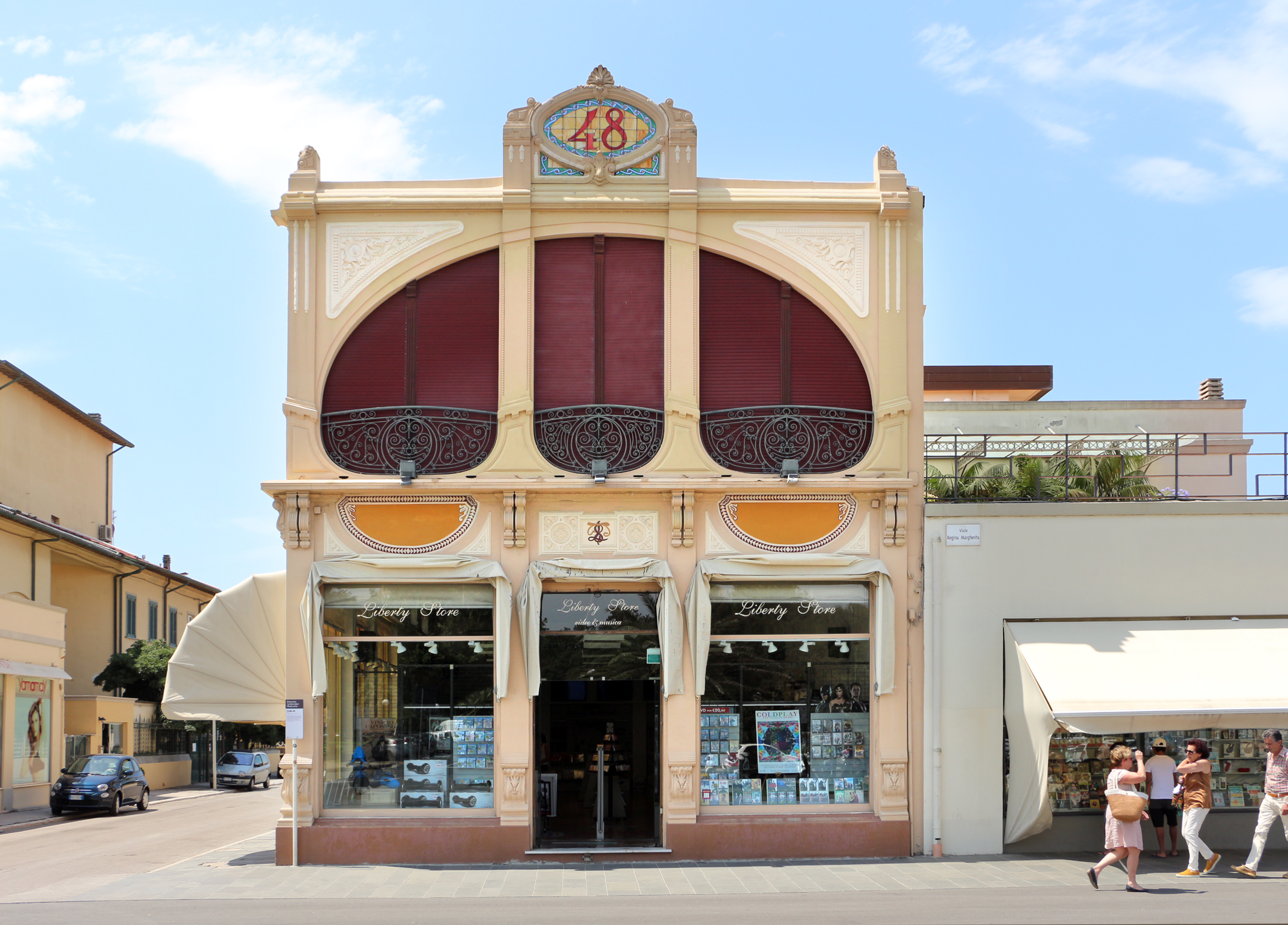
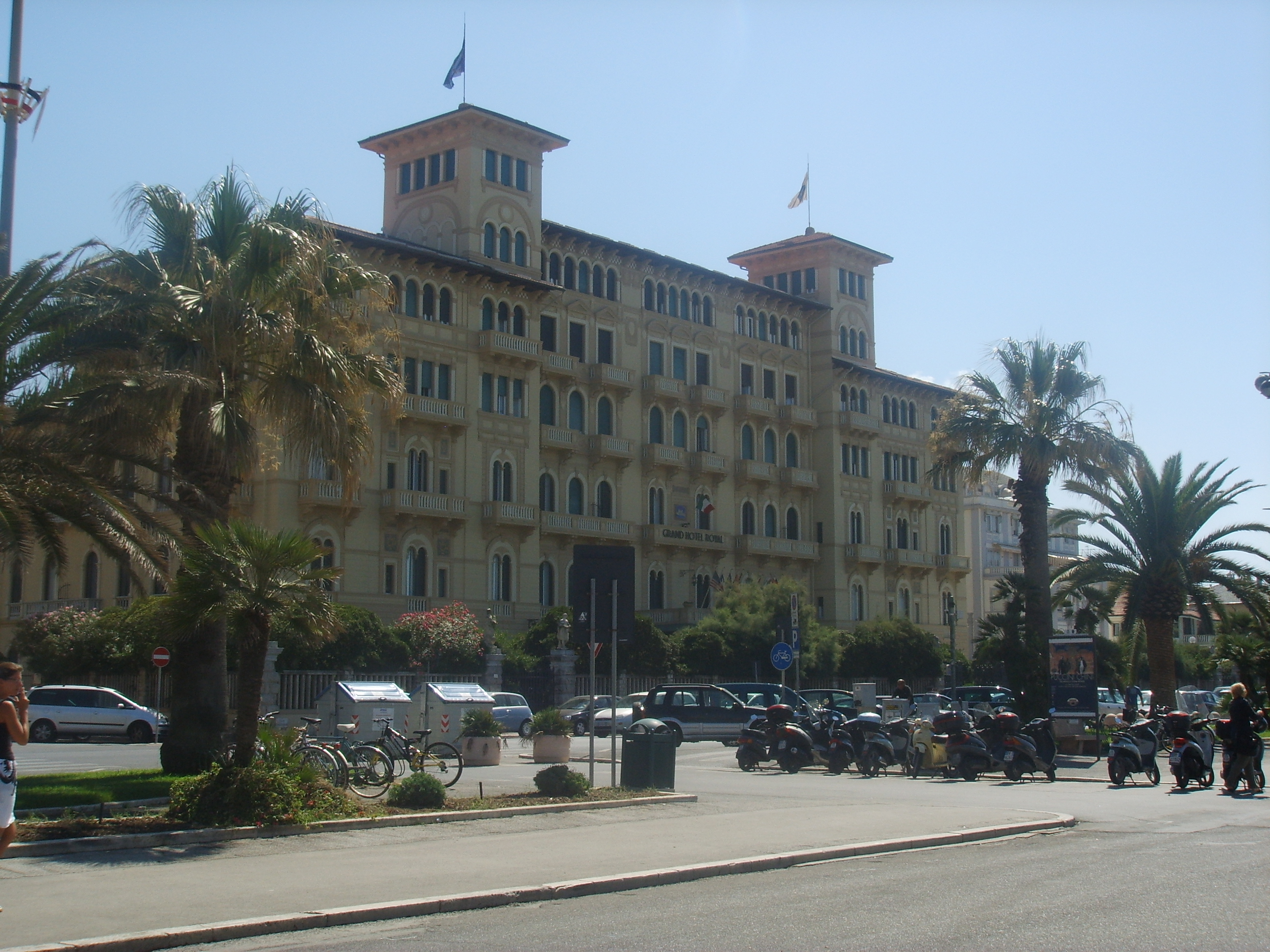
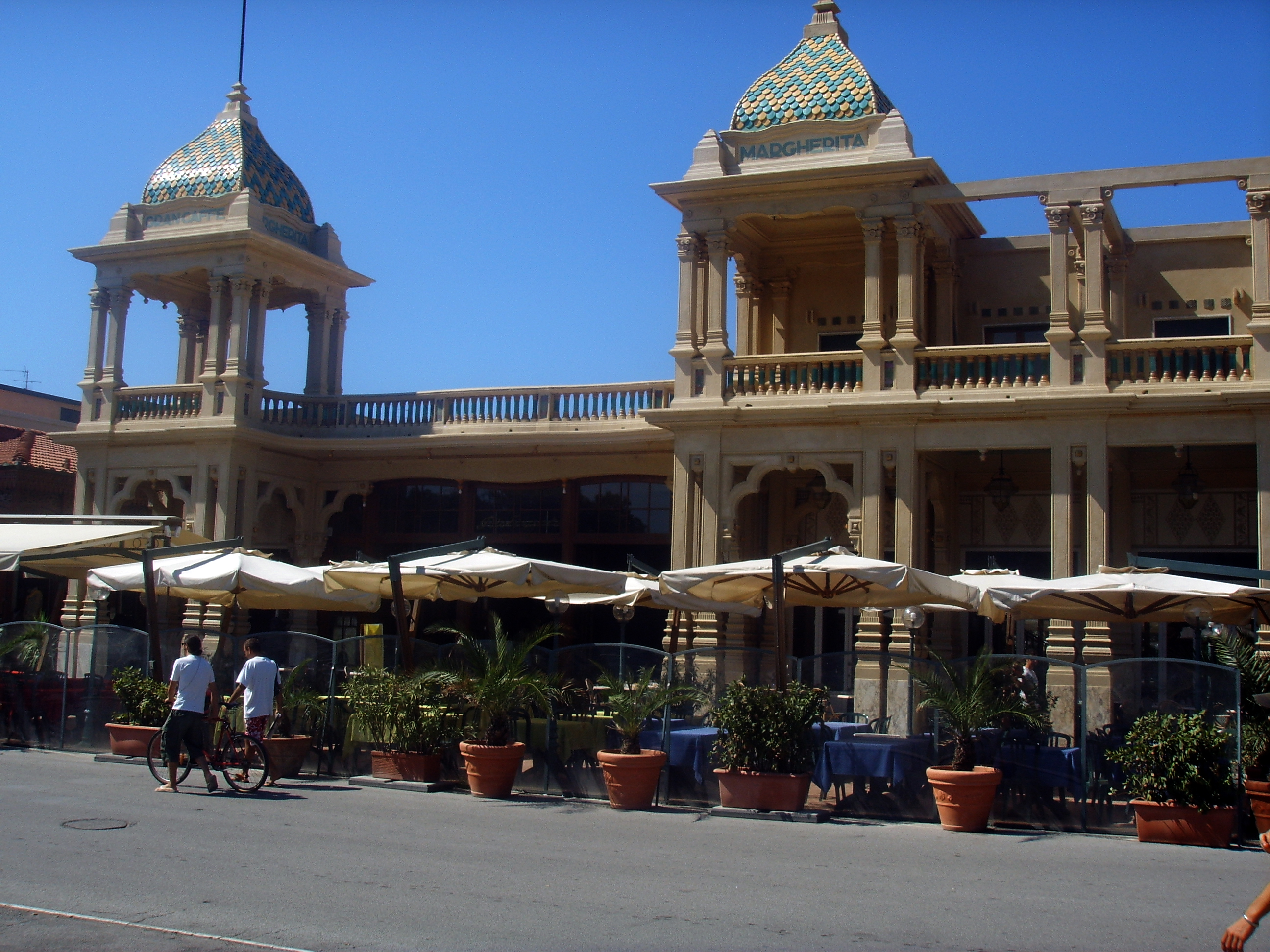